# Brian Vázquez
Brian Vázquez Arraiza (Puerto Rico, 8 de septiembre de 1994) es un baloncestista puertorriqueño que pertenece a la plantilla del Fibwi Palma de la Primera FEB. Con una altura de 1.90 metros, juega en la posición de escolta. 

## Trayectoria
En la temporada 2019-20, debuta con los Capitanes de Arecibo de la Baloncesto Superior Nacional de Puerto Rico. 
En la temporada 2020-21 formaría parte de los Grises de Humacao, en el que promedia 12.4 puntos, 1.4 rebotes y 2 asistencias.
En 2021, firma por los Brujos de Guayama y  también jugaría en el Atléticos de San Germán.
En 2023, formó parte de los Toros del Valle de la Liga Profesional de Baloncesto de Colombia, con el que disputó un total de 24 partidos con una media de 25.4 minutos por encuentro anotando 13,5 puntos capturando 2,1 rebotes y repartiendo 1,8 asisencias.
El 4 de abril de 2024, firma con Diablos de Miranda de la Liga Profesional de Baloncesto de Colombia.
Unos meses más tarde, firma por los Piratas de Bogotá de la de la Liga Profesional de Baloncesto de Colombia, disputando un total de 12 encuentros siendo un jugador importante para el equipo colombiano anotando una media de 13,8 puntos por encuentro con una media de 23,6 minutos por partido en los que capturaba 1,5 rebotes y repartía dos asistencias por partido. 
El 16 de noviembre de 2024, firma por el Fibwi Palma de la Segunda FEB.
En la temporada 2025-26, renueva su contrato con el Fibwi Palma tras lograr el ascenso a la Primera FEB.

## Selección nacional

### 3 x3
Vázquez obtendría la medalla de oro en el 3x3 en los Juegos Centroamericanos con Puerto Rico.